# Oh Wonder
Oh Wonder är en London-baserad indiepop-duo, som består av Josephine Vander West  och Anthony West. Duon slog igenom internationellt efter att deras debutalbum Oh Wonder släpptes.

## Diskografi

### Singlar
- "Body Gold"
- "Shark"
- "Dazzle"
- "All We Do"
- "The Rain"
- "Lose It"
- "Technicolour Beat"
- "Midnight Moon"
- "Livewire"
- "White Blood"
- "Landslide"
- "Drive"
- "Heart Hope"
- "Without You"
- "Plans"
- "Ultralife"
- "Lifetimes"
- "My Friends"
- "Heavy"
- "High On Humans"

### Album
- 2015 – Oh Wonder
- 2017 – Ultralife
- 2020 – No One Else Can Wear Your Crown